# Zena Walker
Zena Walker (Birmingham, 7 marzo 1934 – Brockenhurst, 24 agosto 2003) è stata un'attrice britannica.

## Biografia
Dopo aver frequentato la St. Martin's School di Solihull, proseguì i suoi studi presso la Royal Academy of Dramatic Art (RADA).
La sua performance più memorabile è quella di una madre nella produzione originale di Broadway del dramma di Peter Nichols A Day in the Death of Joe Egg, nel 1969; per la sua interpretazione vinse il Drama Desk Award ed il Tony Award alla miglior attrice non protagonista in uno spettacolo.
Fu una memorabile Ofelia in Amleto al fianco di Paul Scofield, e interpretò sul grande schermo il ruolo di Sua Signoria nel film Il servo di scena (1983), tratto dall'omonima pièce di Ronald Harwood.
Recitò anche per la televisione in numerose serie, tra le quali Robin Hood (1958), Man at the Top (1970-1972), e nell'adattamento televisivo (1960) del romanzo La cittadella di A.J. Cronin.
Walker si sposò tre volte. I suoi primi due mariti furono gli attori Robert Urquhart e Julian Holloway. Il suo terzo marito fu l'agente teatrale John French.

## Filmografia parziale

### Cinema
- La furia degli implacabili (The Hellions), regia di Ken Annakin (1961)
- Sammy va al sud (Sammy Going South), regia di Alexander Mackendrick (1963)
- Così bella così sola così morta (Girl in the Headlines), regia di Michael Truman (1963)
- The Last Shot You Hear, regia di Gordon Hessler (1969)
- Cromwell, regia di Ken Hughes (1970)
- Il servo di scena (The Dresser), regia di Peter Yates (1983)

### Televisione
- Robin Hood (The Adventures of Robin Hood) - serie TV, episodi 2x08-3x36 (1956-1958)
- I gialli di Edgar Wallace (The Edgar Wallace Mystery Theatre) – serie TV, episodio 6x02 (1965)
- Poirot (Agatha Christie's Poirot) - serie TV, episodio 5x07 (1993)